# Hastingues
Hastingues is een gemeente in het Franse departement Landes (regio Nouvelle-Aquitaine) en telt 559 inwoners (2008). De plaats maakt deel uit van het arrondissement Dax. Haar bijnaam is, ten gevolge van de ronde vorm van de heuvel waar zij op ligt, lou Carcolh (de slang).

## Geschiedenis
De bastide is in 1289 door John Hastings gesticht. De markrechten van Hastingues werden in 1321 bevestigd. In 1342 kreeg de stad een rivierhaven. In 1523 brandde de stad gedeeltelijk af en nadien werd de stadsmuur gedeeltelijk gesloopt.

## Geografie
De oppervlakte van Hastingues bedraagt 14,8 km², de bevolkingsdichtheid is 32,3 inwoners per km².
De onderstaande kaart toont de ligging van Hastingues met de belangrijkste infrastructuur en aangrenzende gemeenten.

## Demografie
Onderstaande figuur toont het verloop van het inwonertal (bron: INSEE-tellingen).

## Externe links

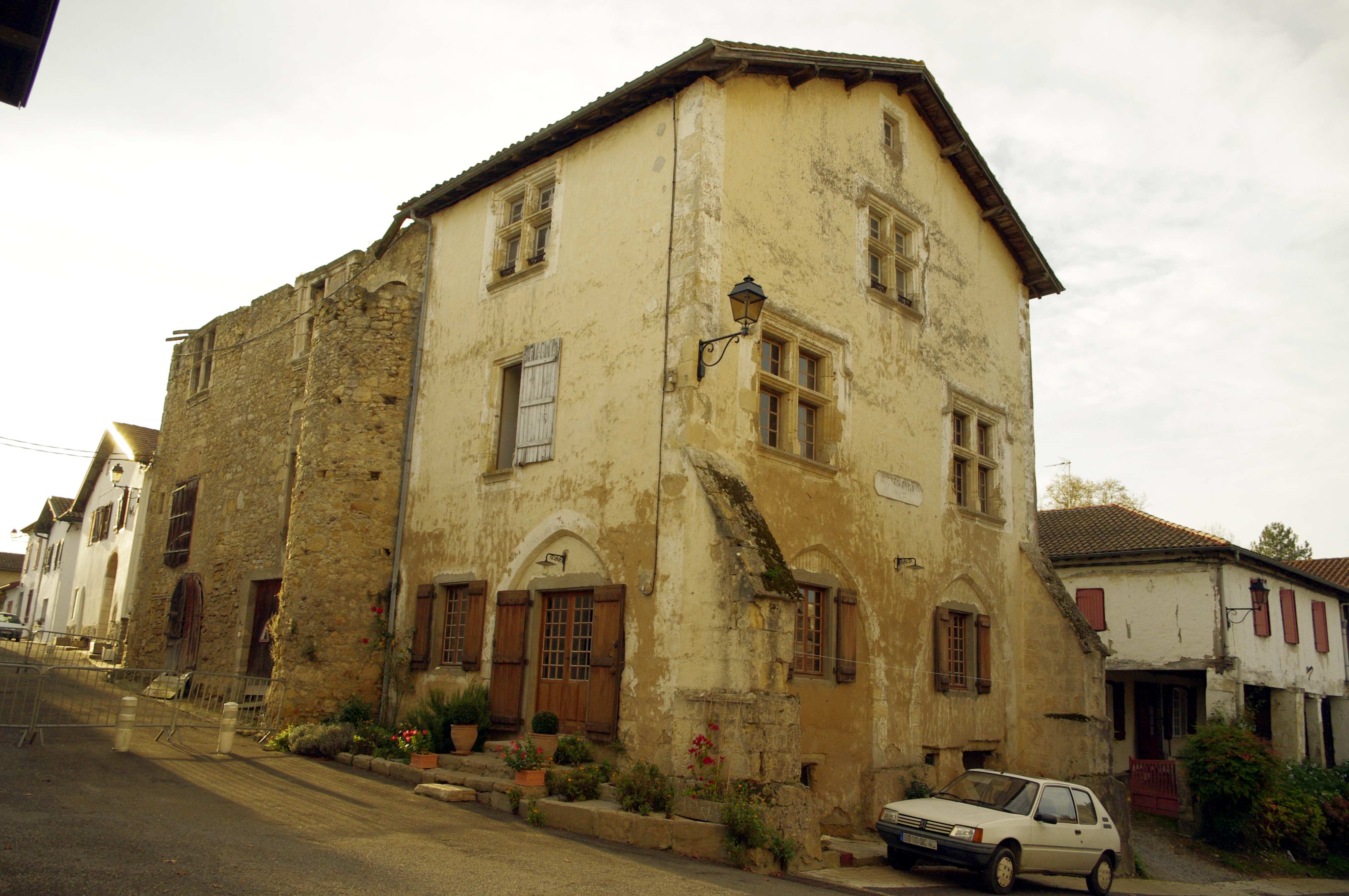
Maison Jurats